# Ludwig Oelschläger
Ludwig Oelschläger (* 5. März 1896 in Košice; † 1. September 1984 in Miskolc), slowakisch Ľudovít Oelschläger und ungarisch Lajos Oelschläger, war ein slowakischer Architekt.

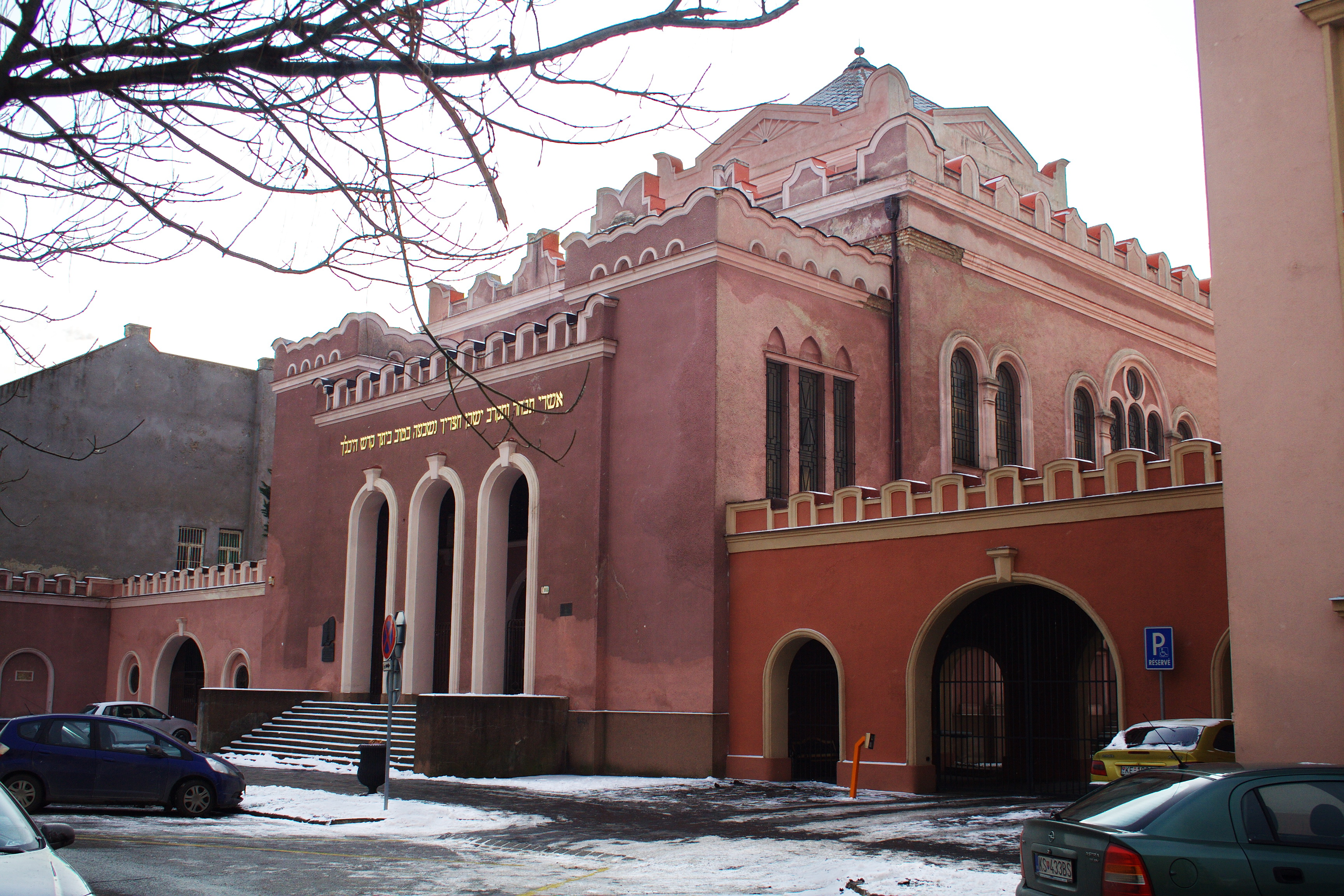
Neue orthodoxe Synagoge in Košice

## Bauwerke (Auswahl)
- 1926/27: Neue orthodoxe Synagoge in Košice
- Kino Slovan in Košice
- Sanatorium in Tatranská Polianka